# Observations sur les écrits modernes
Les Observations sur les écrits modernes est une revue littéraire parue à Paris de mars 1735 à aout 1743.

## Historique
Succédant au Nouvelliste du Parnasse, lancé en décembre 1730 et publié jusqu’en mars 1732, cette revue a été fondée par  Guyot Desfontaines, et co-rédigée avec François Granet. Considéré comme le fondateur de la nouvelle critique littéraire et du journalisme en France, Desfontaines s’est livré à une critique esthétique et morale des ouvrages, au lieu de se borner à les résumer ou à en reproduire de longs extraits. Faisant preuve d’une grande liberté de pensée dans sa critique, Desfontaines défendait, entre autres, les nouveautés littéraires d’Angleterre, notamment son genre romanesque, qui connaissait alors un essor qui devait s’exporter vers la France, nonobstant les critiques qu’il pouvait susciter à l’époque.
Lors de la sortie de Paméla ou la Vertu récompensée, de Samuel Richardson en 1740, après avoir souligné la pertinence du genre épistolaire et défendu le choix d’une personne de petite condition pour la vraisemblance de l’œuvre, il salue la nouveauté de ce roman qui est, selon lui, « un excellent traité de morale en action, où les ombres du vice font ménagées avec un jugement admirable, qui fait briller la vertu dans tout son éclat. », égratignant au passage des romans français au style plus soigné et élégant mais moins naturel, comme La Vie de Marianne, lorsqu’il écrit que « Pamela n’est pas une babillarde qui raisonne sans fin sur un ruban ou sur un cheveu:366. »

La critique littéraire est également prétexte à un commentaire politique discret, comme la critique du système de censure en cours en France :

« La lecture de Pamela est capable de former le cœur des jeunes gens de l’un et de l’autre sexe. Il est assez surprenant qu’en Angleterre, où le Gouvernement ne défend, ni de penser, ni d’écrire ce qu’on veut, il paraisse des Ouvrages qui renferment une morale si épurée, et qu’on n’y imprime jamais de livres licencieux, quoique la Presse y soit libre ; tandis que parmi nous, nos livres les plus chastes, en fait de Romans, font ceux où le vice est mieux voilé sous les charmes d’une ingénieuse fiction et sous les agrément d’un style voluptueusement délicat:367. »

Desfontaines faisait preuve de la même liberté de pensée dans sa critique et n’entendait se sentir tenu par aucune dette personnelle lorsqu’il s’agissait de critiquer les auteurs. Voltaire connu pour son extrême sensibilité à toute forme de critique, à qui Desfontaines devait la liberté et peut-être la vie, en a notamment fait les frais lorsque, après avoir publié les Éléments de la philosophie de Newton, Desfontaines s’est critiqué à une attaque en règle de l’ouvrage,, allant jusqu’à se moquer de l’âge avancé du patriarche de Ferney. Lorsque, piqué au vif, Voltaire réplique en adressant, en novembre 1738, à Desfontaines Le Préservatif, ce dernier contre-attaque immédiatement avec la Voltairomanie, ou Lettre d’un jeune avocat, en forme de mémoire en réponse au libelle du sieur de Voltaire, intitulé le Préservatif. Ces querelles avec Voltaire feront la célébrité de Desfontaines jusqu’à sa redécouverte par l’érudition moderne:17. La querelle avec Voltaire sera reprise par Élie Fréron, qui a fait ses premières armes en critique littéraire, en collaborant à cette revue, avant de partir fonder sa propre revue, les Lettres de Madame la Comtesse de *** sur quelques écrits modernes, en 1745.
Les Observations sur les écrits modernes ont paru jusqu’à leur suppression par un arrêt du Conseil en date du 6 septembre 1743. Desfontaines les a relancées, en mars 1744 sous le titre de Jugements sur quelques ouvrages nouveaux.